# لیسیتسیته
لیسیتسیته (به بلغاری: Lisitsite) یک منطقهٔ مسکونی در بلغارستان است که در شهرستان کاردژالی واقع شده‌است.